# Mompha ochraceella
Mompha ochraceella ist ein Schmetterling (Nachtfalter) aus der Familie der Fransenmotten (Momphidae).

## Merkmale
Die Falter erreichen eine Flügelspannweite von 14 bis 16 Millimeter. Die Vorderflügel sind ockergelb und haben vier Büschel abstehender Schuppen. Zwei sind braun bis dunkelbraun und befinden sich im ersten Fünftel und in der Mitte des Flügelinnenrandes. Ein ockerfarbenes Büschel befindet sich in der Nähe der Vorderflügelbasis, ein weißes Büschel liegt in der Costalfalte zwischen den beiden dunkelbraunen Büscheln. Die Hinterflügel glänzen gelblich weiß.
Bei den Männchen ist der Uncus kräftig, der Cucullus ist mehr als achtmal länger als breit. Der Sacculus ist breit und verjüngt sich ab der Mitte allmählich, um sich dann abrupt zu einem stumpfen Apex zu verjüngen. Er erreicht die Spitze des Cucullus. Der Gnathos ist groß und apikal gerundet. Die Annellus-Lappen sind 1/3 so lang wie der Aedeagus und distal geweitet. Der Aedeagus besitzt einen hakenförmigen Cornutus.
Bei den Weibchen ist das achte Tergit breit, der nicht sklerotisierte Teil des hinteren Randes ist deutlich ausgeprägt und U-förmig. Die Sklerotisierungen der Lamella postvaginalis und der Lamella antevaginalis sind teilweise verschmolzen. Sie sind breit, haben distal U-förmige Grübchen und einen seitlichen Überstand. Der Sinus vaginalis ist groß und flach. Der hintere Teil des Ductus bursae ist trichterförmig und hat in der Mitte keulenförmige Sklerotisierungen, die mehr als halb so breit sind wie der Ductus. Der vordere Teil ist schwach sklerotisiert.

## Verbreitung
Die Art ist in der Westpaläarktis beheimatet. Das Verbreitungsgebiet reicht im Norden Europas bis in den Süden Schwedens. Im Süden kommt die Art in Marokko und in Kleinasien vor. Im Osten reicht das Verbreitungsgebiet bis in den Kaukasus und den Iran. In Mitteleuropa ist die Art weit verbreitet, sie kommt an feuchten Plätzen entlang von Bächen, Flüssen und Seeufern vor.

## Biologie
Die Raupen entwickeln sich an Zottigem Weidenröschen (Epilobium hirsutum). Sie leben vom Sommer bis zum Herbst in den Stängeln, wobei unregelmäßige, mit braunem Raupenkot gefüllte Fraßgänge entstehen. Im Herbst wechseln sie in die Wurzel, um zu überwintern. Im kommenden Frühjahr bohren die Raupen einen Fraßgang in den unteren Teil des Stängels und fertigen an den Unterseiten der unteren Blätter bläschenförmige Minen an. Die Raupen wechseln die Minen teilweise über den Fraßgang im Stängel. Sie verpuppen sich in einer Mine in einem weißlichen seidigen Kokon. Die Art bildet eine Generation pro Jahr, die Falter fliegen von Ende Mai bis Mitte August.

## Systematik
Aus der Literatur sind folgende Synonyme bekannt:
- Laverna ochraceella Curtis, 1839